# Michael Weston
Michael Weston właśc. Michael Rubinstein (ur. 25 października 1973 w Nowym Jorku) – amerykański aktor filmowy i telewizyjny. Występował w roli Jake’a w serialu Sześć stóp pod ziemią oraz w roli prywatnego detektywa Dr House’a.
Rodzicami Michaela Westona są aktorzy Judi West i John Rubinstein, który jest polsko-żydowskiego pochodzenia. Weston jest bratankiem fotografki Evy Rubinstein, wnukiem pianisty Artura Rubinsteina, prawnukiem kompozytora Emila Młynarskiego i kuzynem trzeciego stopnia Agaty i Pauliny Młynarskich oraz Jana Młynarskiego.

## Filmografia
- 2009 – Stan gry (State of Play) jako Hank
- 2009 – Adrenalina 2. Pod napięciem (Crank: High Voltage) jako Sanitariusz
- 2008 – Patologia (Pathology) jako Jake
- 2006 – Przyjaciele (The Last Kiss) jako Izzy
- 2006 – Looking for Sunday jako Peter
- 2006 – The Pleasure of Your Company jako Ted
- 2005 – Diukowie Hazzardu ( The Dukes of Hazzard) jako Enos
- 2004 – Powrót do Garden State (Garden State) jako Kenny
- 2004 – Helter Skelter jako Bobby Beausolei
- 2003 – Scenariusz (Final Draft) jako Harry
- 2002 – Wishcraft jako Brett Bumpers
- 2002 – Evil Alien Conquerors jako Kenny
- 2002 – Wojna Harta (Hart's War) jako starszy szeregowy W. Roy Potts
- 2000 – Sally jako Jack
- 2000 – Wygrane marzenia (Coyote Ugly) jako Danny
- 2000 – Krew niewinnych (Cherry Falls) jako Ben
- 2000 – Flick jako dr Gorman
- 2000 – Numer stulecia (Lucky Numbers) jako Larry
- 1999 – Prawda o tobie... (Getting to Know You) jako Jimmy

## Seriale
- 2005 – Nie z tego świata (Supernatural) jako młody Charlie
- 2004 – Dr House (House, M.D.) jako Lucas
- 2002 – Detektyw Monk (Monk) jako Morris
- 2001-2005 – Sześć stóp pod ziemią (Six Feet Under) jako Jake
- 2001 – Hoży doktorzy (Scrubs) jako szeregowiec Brian Dancer
- 2000 – CSI: Kryminalne zagadki Las Vegas (CSI: Crime Scene Investigation) jako Ryan
- 1997-1999 – Night Man
- 1994-2009 – Ostry dyżur (ER) jako Rafe Hendricks
- 1993-2004 – Frasier jako rzeźbiarz w lodzie (2003)